# Ultra moderne solitude (chanson)
Pistes de Ultra moderne solitude
Les Cadors
(2)
Ultra moderne solitude est une chanson interprétée par Alain Souchon pour son album homonyme de 1988. Les paroles étant écrites par Alain Souchon lui-même et la musique composée par Laurent Voulzy, il s'agit du premier single de cet album.

## Contexte
La chanson évoque de manière paradoxale la solitude dans le monde moderne, notamment dans la haute société où certaines personnes, malgré l'évolution des richesses, ressentent tout de même une profonde tristesse à l'idée de se sentir isolées même en plein milieu d'une foule remplie de personnes inconnues, au point d'en perdre le sens de la vie quotidienne. 
D'après Hubert Herbreteau, le thème de la solitude chez Souchon est lié à une trop grande sensibilité et lucidité sur sa situation.

## Liste des pistes
Vinyle
1. Ultra moderne solitude - 4:06
2. La chanson parfaite - 2:38

## Reprises
La chanson a été reprise par Juliette Armanet sur l'album Souchon dans l'air sorti en 2017 et par Paul Personne sur l'album Dédicaces (My spéciales personnelles Covers) – Vol. I (2023).